# Yuki Kobayashi (football, 2000)
Pour les articles homonymes, voir Yuki Kobayashi.
Yuki Kobayashi (小林 友希, Kobayashi Yūki) né le 18 juillet 2000 à Kobe au Japon, est un footballeur japonais qui évolue actuellement au poste de défenseur central au Jagiellonia Białystok.

## Biographie

### En club
Né à Kobe au Japon, Yuki Kobayashi est formé par le club de sa ville natale, le Vissel Kobe. Il joue son premier match en professionnel lors d'une rencontre de Coupe de la Ligue, le 4 avril 2018 face au Shonan Bellmare. Il entre en jeu à la place de Yoshiki Matsushita et son équipe s'impose par trois buts à zéro.
En janvier 2019 il est promu en équipe première. Il est prêté le 30 juillet 2019 pour une saison au club de Machida Zelvia qui évolue en deuxième division japonaise.
En février 2020, Yuki Kobayashi est une nouvelle fois prêté, cette fois au Yokohama FC, tout juste promu en J. League. Il joue son premier match le 4 juillet 2020, en étant titularisé lors d'une rencontre de championnat perdue par son équipe face à l'Hokkaido Consadole Sapporo (1-2). Le 23 septembre 2020, il inscrit son premier but en professionnel, face à Kawasaki Frontale en championnat. Son équipe s'incline par trois buts à deux ce jour-là.
Il fait son retour dans l'équipe première du Vissel Kobe en janvier 2021.
En janvier 2023, Yuki Kobayashi s'engage en faveur du Celtic Glasgow. Le transfert est annoncé dès le 23 novembre 2022 et il signe un contrat courant jusqu'en mai 2028,.
Kobayashi a toutefois du mal à s'adapter au football écossais, et Brendan Rodgers, le nouvel entraineur depuis l'été 2023, ne lui donne pas sa chance. Le défenseur japonais traverse la saison 2023-2024 sans jouer le moindre match avec l'équipe première du Celtic. Un départ est alors évoqué à plusieurs reprises.

### En sélection
Considéré comme l'un des piliers de la génération 2000 du Japon, il participe avec l'équipe des moins de 17 ans à la coupe du monde des moins de 17 ans en 2017. Il joue trois matchs dans cette compétition en tant que titulaire et son équipe est éliminée aux tirs au but en huitièmes de finale par l'Angleterre.
Yuki Kobayashi est sélectionné avec l'équipe du Japon des moins de 20 ans pour participer à la coupe du monde des moins de 20 ans en 2019 qui se déroule en Pologne. Titulaire lors de ce tournoi, il prend part à l'intégralité des quatre matchs de son équipe, qui est éliminée en huitième de finale par la Corée du Sud, futur finaliste de la compétition.

## Palmarès
Celtic FC
- Championnat d'Écosse de football (1)
  - Champion en 2023
- Coupe de la Ligue écossaise de football (1)
  - Vainqueur en 2023